# Newell Hillis Long
Newell Hillis Long (Markle, 12 februari 1905 – Bloomington, 7 januari 1999) was een Amerikaans componist, muziekpedagoog, dirigent en trombonist.

## Levensloop
Long studeerde wiskunde, natuurkunde, compositie en trombone aan de Indiana University in Bloomington (Indiana). Hij was er, naast Herman B. Wells, sinds 1923 trombonist in het harmonieorkest van deze universiteit. Hij vormde een jazzband binnen de universiteit, maar hij speelde ook - samen met Hoagy Carmichael - in de orkesten van het Indiana Theatre en het Princess Theater. Aan de Indiana University behaalde hij zijn Bachelor of Arts (1928). Verder studeerde hij muziekonderwijs aan de Northwestern-universiteit in Evanston en behaalde daar zijn Master of Science (1934) alsook in 1939 aan de Indiana University zijn Master of Arts in compositie. In 1965 promoveerde hij tot Ph.D. (Philosophiæ Doctor) in muziekonderwijs aan de Indiana University. 
Aanvankelijk was hij wiskundeleraar in Lagrange. In 1935 werd hij muziekdocent voor compositie en trombone aan zowel de Indiana University - School of Music als aan de openbare scholen in Bloomington (Indiana), hij bleef aan in deze functie tot 1975. Van 1935 tot 1939 was hij dirigent van de Bloomington High School Band en het Bloomington High School Orchestra. Van 1939 tot 1943 was hij dirigent van de universiteitsharmonieorkesten. Lange jaren was hij ook met administratiewerkzaamheden in de muziekafdeling bezig. Hij was een veel gevraagd jurylid. 
In 1978 richtte hij de Bloomington Community Band op en was hun dirigent tot 1997. 
Als componist schreef hij 86 werken voor diverse genres. Hij was voorzitter van de Indiana School Music Association en van de National Association of College Wind and Percussion Instructors. Hij was verbonden aan meerdere componistenbroederschappen zoals Kappa Kappa Psi, Sinfonia, Phi Beta Mu, Phi Delta Kappa en was lid van de American Society of Composers, Authors and Publishers (ASCAP).

## Composities

### Werken voor harmonieorkest
- 1937 Three bears - a comedy sketch, voor spreker en harmonieorkest
- 1938 Symfonie in Es majeur, voor harmonieorkest
- 1939 Christmas rhapsody
- 1939 March of the Jitterbugs - a swing novelette
- 1940 American rhapsody
- 1940 Stephen Foster rhapsody
- 1942 Yankee Doodle symphonic variations, voor harmonieorkest
- 1945 Lincoln - lyric overture
- 1946 Ten little Indians
- 1947 Chestnuts, voor harmonieorkest, spreker en sprekend koor 
  1. Of the title
  2. As iron bands (Anvil chorus)
  3. Light cavalry
  4. Poet and peasant
  5. Song of toreador
  6. Pilgrims' chorus
  7. William Tell
  8. Good night ladies
- 1949 Twas the night before Christmas
- 1960 Descantation
- 1961 Concertino, voor blaaskwintet en harmonieorkest
- 1961 G.F.C. Americana march
- 1975 Art Show, suite voor harmonieorkest
  1. Grand opening fanfare
  2. Rectangles of color
  3. "Noodle" descending a staircase
  4. Mobile
  5. "Pop" art on an easel
  6. Daub-on aire
  7. Polacca di Pollack
  8. Collage

### Kamermuziek
- 1938 In the aquarium, scherzino voor blaaskwartet (dwarsfluit, hobo en 2 klarinetten)
- 1939 Rubank trombone symphony, voor 4 trombones
- 1940 Undercurrent - theme and variation, voor baritonsaxofoon (of basklarinet) en piano
- 1941 Chaconne in D minor (d mineur), voor koperkwartet (2 trompetten, hoorn en trombone)
- 1944 Devotional solos - for church and program use, voor klarinet en orgel (of piano) - samen met Margaret Sisson
- 1951 Brass sextet album (Kopersextet album)

### Werken voor slagwerk
- 1959 Beater's suite, voor slagwerkensemble

### Pedagogische werken
- 1934 Rubank elementary method, voor trombone en bariton
- 1938 Technitone - drill problems for band
- 1954 The collegiate trombonist - 99 exercises organized into 16 progressive projects

## Publicaties
- Pilot study for the development of music discrimination tests for elementary school children, Washington, Office of Education, 1970.
- Manual for the Indiana-Oregon music descrimination test, Bloomington, Ind. : Distributed by Midwest Music Tests, 1974.
- A revision of the University of Oregon music discrimination test, Dissertation Thesis - Indiana University
- Indoor ceremonies and pageants, Indiana Sesquicentennial Commission. Committee for Ceremonies and Pagents.
- Arranging for the Modern Marching Band, in: Bulletin of the Council for Research in Music Education, n15 (Winter, 1969): pp. 29-30
- The Development of Embouchure, in: Music Educators Journal, v27 n3 (194012)
- More Minutes for Music, in: Music Educators Journal, v40 n2 (195311)
- A Survey and Analysis of Teacher Training and Experience in Relation to the Stage Band Movement, in: Bulletin of the Council for Research in Music Education, n16 (Spring, 1969): pp. 73-76